# Ataenius australis
Ataenius australis är en skalbaggsart som beskrevs av Edgar von Harold 1875. Ataenius australis ingår i släktet Ataenius och familjen Aphodiidae. Inga underarter finns listade.